# Now and Forever
Now and Forever is een Amerikaanse dramafilm uit 1934 onder regie van Henry Hathaway.

## Verhaal
Jerry heeft verantwoordelijkheidsproblemen en Toni verlangt naar een normaal leventje. Op een dag komt Penny, de dochter van Jerry die bij de familie van zijn overleden vrouw heeft gewoond, weer bij hem wonen en ze probeert hem op het rechte pad te brengen.

## Rolverdeling
| Acteur              | Personage          |
| ------------------- | ------------------ |
| Gary Cooper         | Jerry Day          |
| Carole Lombard      | Toni Carstairs Day |
| Shirley Temple      | Penelope Day       |
| Guy Standing        | Felix Evans        |
| Charlotte Granville | Mevrouw Crane      |
| Gilbert Emery       | James Higginson    |
| Henry Kolker        | Mijnheer Clark     |
| Tetsu Komai         | Mijnheer Ling      |